# Барі (провінція)
Провінція Барі (італ. Provincia di Bari) — колишня провінція в Італії, у регіоні Апулія. З 1 січня 2015 року замінена метрополійним містом Барі
Площа провінції — 3 821 км², населення — 1 258 589 осіб.
Столицею провінції було місто Барі.

## Географія
Провінція межувала на заході з регіоном Базиліката (провінцією Матера і провінцією Потенца), на півночі з провінцією Барлетта-Андрія-Трані і на півдні з провінцією Таранто і провінцією Бриндізі.

## Основні муніципалітети
Найбільші за кількістю мешканців муніципалітети (ISTAT):
| Герб | Місто            | Населення | Площа (km2) |
| ---- | ---------------- | --------- | ----------- |
|      | Барі             | 322.511   | 116         |
|      | Альтамура        | 68.373    | 427         |
|      | Молфетта         | 59.793    | 58          |
|      | Бітонто          | 56.302    | 173         |
|      | Монополі         | 49.575    | 156         |
|      | Корато           | 47.352    | 167         |
|      | Гравіна-ін-Пулья | 44.124    | 381         |